# Oritoniscus rousseti
Oritoniscus rousseti là một loài chân đều trong họ Trichoniscidae. Loài này được Dalens miêu tả khoa học năm 1998.